# Samakh

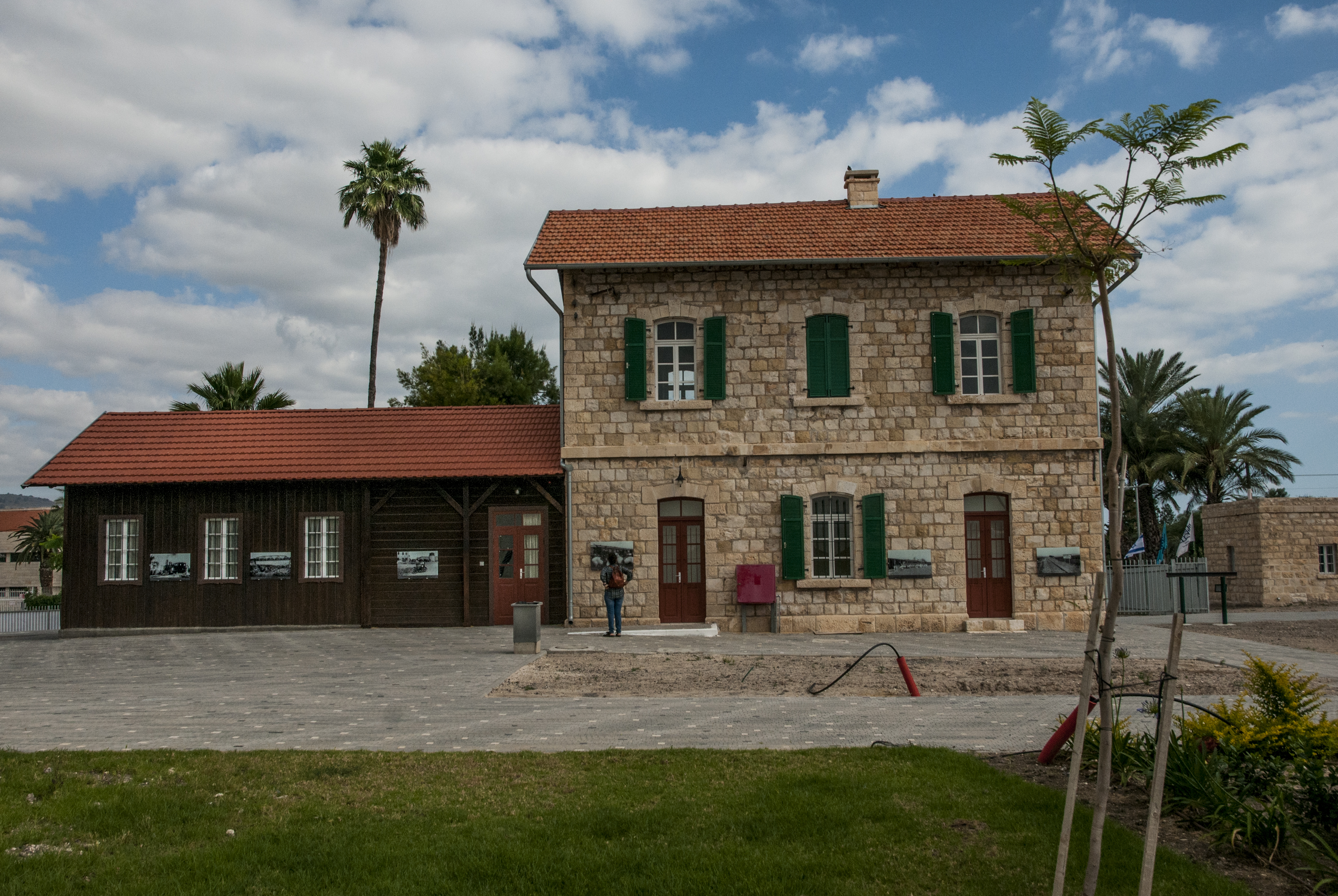
Estação ferroviária de Samakh

Samakh ou Samach (em árabe: سمخ) é uma aldeia abandonada situada na margem sul do mar da Galileia, na Palestina (atualmente em Israel). Em 1945 tinha 3 460 habitantes árabes, dos quais 3 220 eram muçulmanos e 130 cristãos. Grande parte da população fugiu quando tropas israelitas do Haganá conquistaram a aldeia, em 3 de março de 1948. Os restantes partiram na véspera de um assalto da Brigada Golani contra o exército sírio em 18 de abril de 1948. A maior parte dos antigos residentes tornaram-se refugiados internos na cidade árabe de Nazaré.
Em 25 de setembro de 1918, durante a Primeira Guerra Mundial, travou-se em Samakh uma das batalhas que no seu conjunto constituíram a Batalha de Megido. Entre 1905 e 1948, a aldeia foi uma paragem importante na linha ferroviária do  Vale de Jizreel, que por sua vez era parte da linha do Hejaz, que ligava Damasco a Medina. Durante o Mandato Britânico da Palestina, Samakh era a última paragem efetiva no território sob controlo britânico, pois Al-Hamma era geograficamente isolada. Atualmente os únicos sinais mais evidentes da povoação são a estação ferroviária e um depósito de água. A zona industrial e Tzemah e uma parte do kibutz Ma'agan situam-se no local da antiga aldeia.

## Localização
A aldeia situava-se em terreno plano, no vale do Jordão, na margem mais meridional do mar da Galileia, perto do local onde o rio Jordão sai do lago. Era a maior aldeia do sub-distrito de Tiberíades, tanto em população como em área, e era um ponto importante das ligações de transportes. Tinha uma estação ferroviária na linha do Hejaz e por ela passava uma estrada que percorria a margem do lago até à cidade de Tiberíades, a noroeste. Havia também ligações de barco entre Samakh e Tiberíades.

## História

### Período otomano
No seu mapa de 1799, o geógrafo francês Pierre Jacotin chamou à aldeia Semak. A maior parte das casas eram de adobe, havendo algumas de basalto negro, uma pedra abundante na área de Golã vizinha de Samakh. O explorador suíço Johann Ludwig Burckhardt visitou a aldeia, a que chamou Szammagh, em 1812, e descreveu-a como sendo um conjunto de 30 ou 40 casas de barro junto a casas mais ricas de pedra negra. Escreveu também que em volta da aldeia havia cerca de cem feddans (entre 23 e 34 hectares) de terrenos cultivados. Em 1838, Edward Robinson fez uma descrição semehante da aldeia.
Em 1875, Victor Guérin encontrou a aldeia dividida em duas partes, com casas de adobe e de pedra vulcânica. Em 1881, o Survey of Western Palestine ("Levantamento da Plaestina Ocidental")
do Fundo de Exploração da Palestina descrevia Samakh como uma aldeia com 200 habitantes que cultivavam a planície em volta.
A aldeia e a sua estação ferroviária forma o local da Batalha de Samakh, travada em 25 de setembro de 1918 entre tropas do Corpo Montado do Deserto britânico-australiano e tropas do Grupo de Exércitos Yıldırım otomano-alemão. O confronto terminou com a vitória dos Aliados e abriu o caminho para Damasco às tropas do general Allenby. O marechal Archibald Wavell descreveu a batalha como a mais mais feroz e cruel batalha do teatro de operações da Palestina.

### Mandato Britânico da Palestina
Segundo o censo de 1922 da Palestina, realizado pela administração do Mandato Britânico da Palestina Samakh e Al-Hamma tinham, em conjunto, 976 habitantes. Destes, 922 eram muçulmanos, 28 judeus, 25 cristãos e 1 bahá'í. Entre os cristãos, havia 11 arménios, 6 ortodoxos, 5 anglicanos, 2 melquitas e 1 católico. No censo de 1931, havia 480 casas e a população tinha aumentado para 1 900: 1 780 muçulmanos, 76 cristãos, 40 judeus e 4 drusos.
Em 1923 foi criado um conselho local para administrar a aldeia, que ainda funcionava em 1945. O orçamento do conselho cresceu de forma constante de 310 libras em 1929 para 1 100 libras em 1944. Em 1944/1945, havia 3 460 habitantes: 3 320 muçulmanos, 130 cristãos e 10 seguidores de outras religiões. A maioria da população pertencia às tribos beduínas 'Arab al-Suqur and 'Arab al-Bashatiwa. Na aldeia havia duas escolas, uma para rapazes e outra para raparigas. As principais colheitas eram bananas e cereais. A área construída era 239 dunans (aprox. 21,5 hectares).

### 1948–presente
A aldeia foi tomada por tropas israelitas Haganá em 3 de março de 1948, durante a guerra civil no Mandato da Palestina, juntamente com um posto de fronteira britânico vizinho e mudou de mãos duas vezes nas batalhas do vale de Kinarot (15–21 de maio de 1948), entre o Haganá e o exército sírio. Em 21 de maio, após a retirada dos sírios, o Haganá instalou uma posição em Samakh.
Em 1992, as únicas estruturas que restavam de Samakh eram as ruínas da estação e um depósito de água. No local onde existiu a aldeia há atualmente um parque público, um posto de abastecimento de combustíveis e a zona industrial de Tzemah, construídos pelos membros do kibutz Degania Alef. O Colégio Kinneret, associado à Universidade Bar-Ilan, também se situa na área da antiga aldeia. Os kibbutzim Ma'agan e Tel Katzir foram criados em 1949 em terrenos da aldeia. Os kibbutzim Masada e Sha'ar HaGolan foram fundados a sudeste da aldeia em 1937 e desde então expandiram as suas terras para áreas que anteriormente estavam sob a jurisdição de Samakh. Os kibbutzim Degania Alef e Degania Bet também se situam perto da antiga aldeia, mas não ocupam terras que pertenciam a Samakh.
Nas imediações há um pequeno parque aquático e um restaurante da cadeia Burgeranch.